# Douglas Hofstadter
Pour les articles homonymes, voir Hofstadter.
Douglas Richard Hofstadter, né le 15 février 1945 à New York, est un scientifique et un universitaire américain, surtout connu pour son ouvrage Gödel, Escher, Bach : Les Brins d'une Guirlande Éternelle (1979), qui obtint le prix Pulitzer de l'essai en 1980.

## Biographie
Fils du lauréat du prix Nobel de physique Robert Hofstadter, Douglas Hofstadter a obtenu son doctorat en physique à l'université de l'Oregon en 1975. Depuis 1988, il est professeur de sciences cognitives et d'informatique, professeur adjoint d'histoire et de philosophie des sciences, philosophie, littérature comparée et psychologie à l'université de l'Indiana à Bloomington, où il dirige le Centre de recherche sur les concepts et la cognition.
Hofstadter est multilingue, ayant passé une année à Genève dans sa jeunesse. Il a vécu en Suède au milieu des années 1960 et comprend le suédois. Il parle italien, anglais, français, allemand et partiellement russe — il a lui-même traduit certaines parties de GEB en russe. Dans son ouvrage Le Ton beau de Marot (écrit en mémoire de sa femme Carol), il se décrit comme étant « pi-lingue » (sachant parler 3,14159 langues) et « oligoglot » (parlant peu de langues).

## Œuvre
Ses domaines d'intérêts comprennent les sujets relatifs à l'esprit, la créativité, la conscience, l'autoréférence, la traduction et les jeux mathématiques. À l'université de l'Indiana à Bloomington, il a été coauteur, avec Melanie Mitchell et d'autres, d'un modèle de « perception cognitive de niveau supérieur », Copycat, ainsi que de plusieurs autres modèles cognitifs et de reconnaissance d'analogies.
Hofstadter semble ne pas publier beaucoup dans des publications périodiques universitaires[réf. nécessaire] (à l'exception des publications du début de sa carrière de physicien) ; il préfère en effet la liberté d'expression offerte par de plus grands ouvrages rassemblant ses idées. En conséquence, son influence sur l'informatique est plus subtile et difficile à retracer — ses travaux ont inspiré plusieurs projets de recherches, mais ne sont pas toujours cités et référencés formellement.
Lorsque Martin Gardner cessa d'écrire sa chronique Jeux mathématiques (Mathematical Games) dans la revue Scientific American, Hoftstadter prit la relève avec une chronique intitulée Thèmes métamagiques, dont la version anglaise Metamagical Themas est une anagramme de « Mathematical Games ».

### Ambigrammes

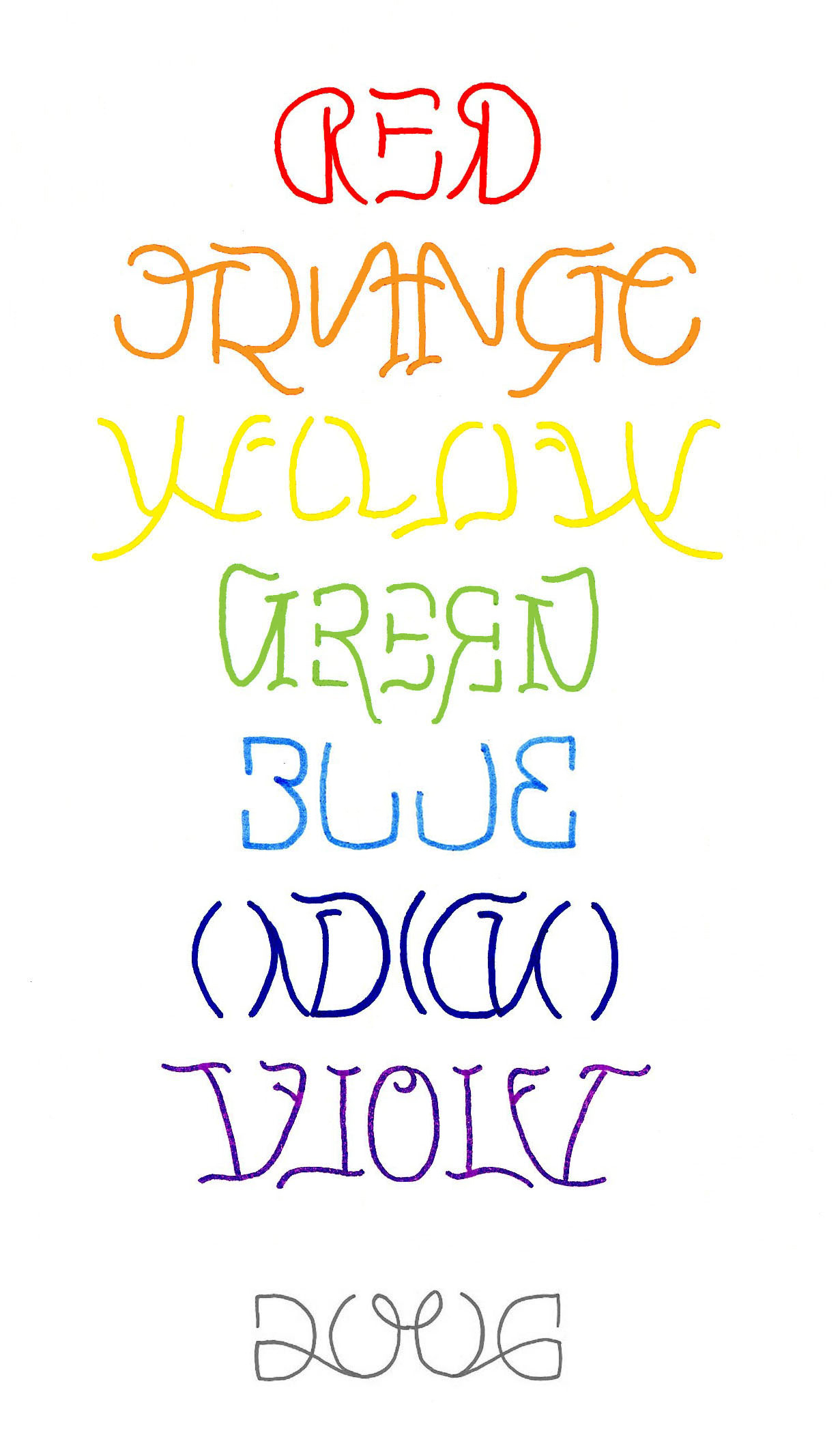
Ambigrammes miroirs avec les sept couleurs de l'arc-en-ciel. La signature est un ambigramme complexe combinant par décalage perceptuel l'année 2006 et le surnom Doug (pour Douglas).

En 1983, Douglas Hofstadter invente le terme « ambigramme » et développe ce concept de mots calligraphiés, généralement symétriques offrant plusieurs lectures possibles selon l'angle de vue,,,.
Il a lui-même créé de nombreux dessins avec différentes contraintes et symétries. Innovantes et pédagogiques, les œuvres du cogniticien ont été plusieurs fois exposées dans diverses galeries universitaires,.
Selon Scott Kim, Hofstadter a créé une série de 50 ambigrammes associés aux noms des 50 États des États-Unis.
En 1987, un livre de 200 de ses dessins, accompagné d'un long dialogue avec son alter ego Egbert G. Gebstadter au sujet des ambigrammes et de la créativité, a été publié en Italie.

### Autoréférence
Hofstadter a inventé le concept de Critiques de ce livre (Reviews of This Book), un livre ne contenant que des critiques de l'ouvrage lui-même faisant référence l'une à l'autre. Il présenta son idée dans sa chronique Thèmes métamagiques :
« [il] ne s'agit que d'une fantaisie personnelle. J'aimerais voir un livre qui consisterait uniquement en une collection de critiques sur [ce livre] ayant paru (après sa publication, bien sûr) dans des journaux et magazines majeurs. Cela semble paradoxal, mais on pourrait l'arranger avec beaucoup de planification et de labeur. D'abord, un groupe de journaux majeurs devraient tous s'entendre pour publier des critiques du livre [écrites] par les divers contributeurs à l'ouvrage. Ensuite tous les critiques commenceraient à écrire. Mais ils devraient envoyer leurs divers brouillons à tous les autres critiques très régulièrement, de manière que toutes les critiques puissent évoluer ensemble, et ainsi finalement atteindre un état d'un type connu en physique sous le nom de « solution autocohérente de Hartree-Fock ». Le livre pourrait alors être publié, après quoi ses critiques paraîtraient dans leurs journaux respectifs, comme convenu. »
Dans 2010 : Odyssée deux, l'aberration de comportement de l'ordinateur HAL 9000 est désignée comme une « boucle de Hofstadter-Möbius ».

## Travaux

### Publications
Toutes les publications sont en anglais, sauf mention, et les numéros ISBN font référence aux éditions à couvertures papier, si elles existent :
- Gödel, Escher, Bach : Les Brins d'une Guirlande Éternelle (1979)  (ISBN 0-465-02656-7) Traduction en français de Jacqueline Henry et Robert M. French (en).
- Ma thémagie (en). En quête de l'essence de l'esprit et du sens (Metamagical Themas en anglais)  (ISBN 0-465-04566-9) (une collection de ses chroniques dans le Scientific American) (traduction de Berthelin, Bonnetain et Rosenbaum)
- Ambigrammi: un microcosmo ideale per lo studio della creatività (en italien seulement)
- The Mind's I (en) (coédité avec Daniel Dennett)  (ISBN 0-465-03091-2)
- Fluid Concepts and Creative Analogies (en)  (ISBN 0-465-02475-0). C'est le premier livre jamais vendu sur Amazon.com[11].
- Rhapsody on a Theme by Clement Marot, The Grace A. Tanner Lecture in Human Values, 1995 (publié en 1996)
- Le Ton beau de Marot (en) : In Praise of the Music of Language  (ISBN 0-465-08645-4)
- Vues de l'esprit. Fantaisies et réflexions sur l'être et l'âme  (ISBN 2-7296-0176-7)
- Je suis une boucle étrange (en)  (ISBN 2-10-049971-8) (I am a Strange Loop, paru en anglais en 2007, traduction française chez Dunod disponible le 5 novembre 2008)
- L'Analogie. Cœur de la pensée, coécrit en français avec Emmanuel Sander (février 2013)  (ISBN 2-7381-2473-9) (version rédigée parallèlement en anglais : 'Surfaces and Essences: Analogy as the Fuel and Fire of Thinking', paru aux États-Unis en avril 2013)

Hofstadter a écrit les articles scientifiques suivants, parmi d'autres:
- Energy levels and wave functions of Bloch electrons in rational and irrational magnetic fields, Phys. Rev. B 14 (1976) 2239. — Écrit durant son séjour à l'université de l'Oregon, cet article eut une grande influence sur la direction que prirent les recherches subséquentes. Hofstadter y prédit que les valeurs des niveaux énergétiques d'un électron dans ce treillis, en tant que fonction du champ magnétique appliqué au système, forment un ensemble fractal. Ceci signifie que la distribution des niveaux énergétiques pour des changements de grande échelle du champ magnétique appliqué au système reproduit des motifs observés dans la structure à petite échelle. Cette structure fractale est généralement connue sous le nom de « papillon de Hofstadter », et a récemment été confirmée par des mesures dans des systèmes bidimensionnels d'électrons avec un treillis nano-fabriqué superposé.
- « A non-deterministic approach to analogy, involving the Ising model of ferromagnetism », in E. Caianiello (ed.), The Physics of Cognitive Processes. Teaneck, NJ: World Scientific, 1987.
- « Speechstuff and thoughtstuff: Musings on the resonances created by words and phrases via the subliminal perception of their buried parts », in Sture Allen (ed.), Of Thoughts and Words: The Relation between Language and Mind. Proceedings of the Nobel Symposium 92, London/New Jersey: World Scientific Publ., 1995, 217-267.
- "On seeing A's and seeing As.", Stanford Humanities Review 4,2 (1995) p. 109–121.
- Analogy as the Core of Cognition, in Dedre Gentner, Keith J. Holyoak, and Boicho N. Kokinov (eds.) The Analogical Mind: Perspectives from Cognitive Science, Cambridge, MA: The MIT Press/Bradford Book, 2001, p. 499–538.
- Hofstadter a également publié plus de cinquante articles dans le cadre de ses travaux au Center for Research on Concepts and Cognition[1].

Il a également traduit les livres suivants:
- Eugène Onéguine, traduit en vers, du russe, d'Alexandre Pouchkine, en 1999.  (ISBN 0-465-02094-1)
- La Chamade ("That Mad Ache"), traduit du français, de Françoise Sagan, en 2009.

Hofstadter a écrit les préfaces, ou a collaboré aux ouvrages suivants en tant qu'éditeur :
- Alan Turing: The Enigma par Andrew Hodges. (préface)
- Gödel's Proof (édition revue de 2002) par Ernest Nagel et James R. Newman, édité by Hofstadter  (ISBN 0-8147-5816-9). Hofstadter a mentionné ce livre comme ayant eu une grande influence sur sa pensée durant sa jeunesse.
- Who invented the computer? The legal battle that changed computing history. (2003) par Alice Rowe Burks.
- Alan Turing: Life and Legacy of a Great Thinker par Christof Teuscher (éditeur)

Le film Victime du cerveau (en) (Victim of the Brain) est basé sur les travaux de Hofstadter, et il en est le coauteur avec le philosophe Daniel Dennett, qui a également écrit The Mind's I avec lui.
Hofstadter a également publié un disque compact de musique qu'il a composée, interprétée par Jane Jackson, Brian Jones, Dafna Barenboim, Gitanjali Mathur en plus de lui-même.

## Étudiants
Certains des étudiants de Hofstadter sont devenus célèbres :
- David Chalmers
- Melanie Mitchell
- Robert M. French (en).

## Prix et distinctions
- 1980 : Prix Pulitzer de l'essai pour son ouvrage Gödel, Escher, Bach : Les Brins d'une Guirlande Éternelle (1979).
- 1983 : Prix Pólya décerné par la Mathematical Association of America, pour son article « Analogies and Metaphors to Explain Gó's Theorem » publié dans The College Mathematics Journal (en), Vol. 13 (1982), 98–114.

#### Bases de données et dictionnaires
- Ressources relatives à la recherche :   - Digital Bibliography & Library Project
  - Mathematics Genealogy Project
  - Scopus
- Ressources relatives à la littérature :   - The Encyclopedia of Science Fiction
  - Internet Speculative Fiction Database
- Notices dans des dictionnaires ou encyclopédies généralistes :   - Brockhaus
  - Den Store Danske Encyklopædi
  - Deutsche Biographie
- Notices d'autorité :   - VIAF
  - ISNI
  - BnF (données)
  - IdRef
  - LCCN
  - GND
  - Italie
  - Japon
  - CiNii
  - Espagne
  - Belgique
  - Pays-Bas
  - Pologne
  - Israël
  - NUKAT
  - Catalogne
  - Suède
  - Australie
  - WorldCat